# Stenosi spinale
In medicina, la stenosi spinale è un restringimento anormale (stenosi) del canale spinale che può verificarsi in una delle regioni della colonna vertebrale; è causata da spondiloartrosi (artrosi cervicale o lombare, a causa della presenza degli osteofiti), discopatia, artrite, spondilolistesi, siringomielia, a volte da ernia del disco che impronta o schiaccia il sacco durale spinale e le radici nervose, ipertrofia del legamento e masse ossee anomale come da malattia di Paget o tumori.
Questo restringimento può risultare in deficit neurologici da lievi a gravi. I sintomi includono dolore, intorpidimento, parestesia, fascicolazioni, miochimie, ipostenia, astenia, fatica, crampi, spasmi, pseudo-miotonia e, nei casi gravi, perdita di controllo motorio (paresi, paralisi, paraplegia, ecc.). La posizione della stenosi determina quale zona del corpo è influenzata.

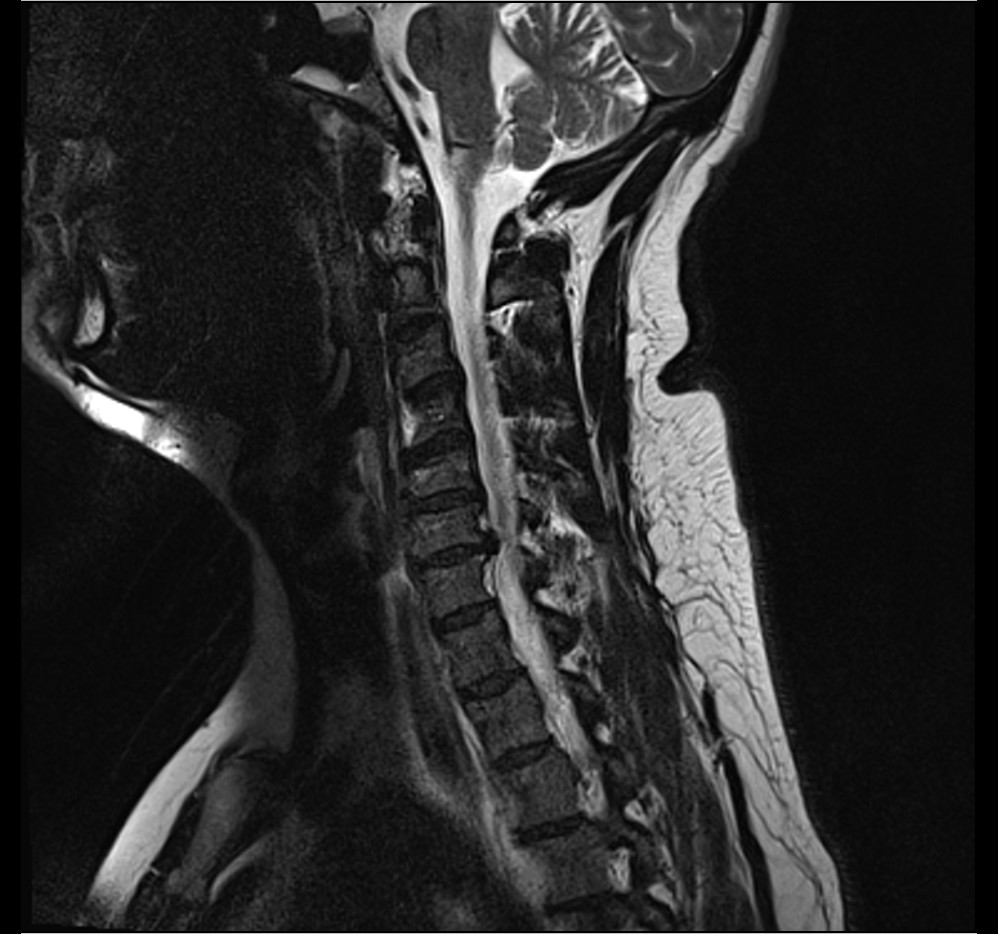
Stenosi spinale da discopatia cervicale erniaria, con mielopatia compressiva.

Nella stenosi spinale il canale spinale si restringe al canale vertebrale, al forame di coniugazione o al recesso laterale, cioè nei forami tra le vertebre in cui passano il midollo spinale (solo nel rachide cervicale e toracico) o le radici nervose.
Vi sono diversi tipi di stenosi spinale, con la stenosi lombare e la stenosi cervicale che sono le forme più frequenti. Mentre la stenosi spinale lombare è più comune, quella cervicale è più pericolosa perché può comportare anche la compressione del midollo spinale (mielopatia), mentre la stenosi spinale lombare comporta solo la compressione delle radici (radicolopatia) ma può comportare in casi gravi la compressione dell'intera cauda equina (sindrome della cauda equina).
La risonanza magnetica nucleare evidenzia la stenosi e la causa relativa, mentre all'elettromiografia sono evidenti i segni di sofferenza neurogena, in particolare le radici o i nervi colpiti, col segmento muscolare o cutaneo corrispondente.
Se i problemi sono acuti e ingravescenti, la causa va rimossa chirurgicamente, in caso di sintomi stabili e cronicizzati, si può ricorrere al trattamento conservativo.